# Luật pháp và Công lý
Pháp luật và Công lý (tiếng Ba Lan: Prawo i Sprawiedliwość, viết tắt là PiS), là một chính đảng bảo thủ-dân tộc ở Ba Lan. Trong kỳ bầu cử quốc hội Ba Lan vào ngày 25 tháng 10 năm 2015, đảng này được 37,6% số phiếu, với 235 ghế chiếm đa số trong Sejm (hạ viện) (460) và 61 ghế cũng đạt được đa số tại Thượng viện (100), như vậy nó hiện là đảng lớn nhất trong Quốc hội Ba Lan.
Đảng này được thành lập vào năm 2001 bởi các cặp song sinh Kaczyński, Lech và Jarosław. Đảng được hình thành từ một phần của Hành động Bầu cử Đoàn kết, với dân chủ Hiệp định Trung tâm Dân chủ Kitô giáo hình thành cốt lõi của đảng đảng mới. Đảng này thắng cuộc bầu cử năm 2005, trong khi Lech Kaczyński thắng cử tổng thống. Jarosław từng là Thủ tướng Chính phủ, trước khi gọi cuộc bầu cử vào năm 2007, trong đó đảng đứng thứ hai với Cương lĩnh Dân sự. Một số thành viên hàng đầu, bao gồm cả Lech Kaczyński, qua đời trong một tai nạn máy bay năm 2010.
Chương trình của đảng bị chi phối bởi chương trình nghị sự bảo thủ và pháp luật và trật tự của Kaczyńskis. Đảng đã đi theo đường lối chủ nghĩa can thiệp kinh tế, trong khi duy trì một lập trường xã hội bảo thủ của năm 2005 chuyển đối với Giáo hội Công giáo;. cánh dân tộc Công giáo của đảng này đã tách ra vào năm 2011 để thành lập Ba Lan Thống nhất.
Xu hướng chính trị của đảng này là  cánh hữu, hơi theo chủ nghĩa hoài nghi châu Âu.
PiS là một thành viên của Liên minh các đảng Bảo thủ và cải cách châu Âu (AECR) đảng chính trị châu Âu. Mười sáu ghế của PiS ở nhóm Cải cách và Bảo thủ châu Âu trong Nghị viện châu Âu.